# Broken beat
Broken beat es un género de música electrónica caracterizado por su ritmo sincopado el cual no siempre está dentro de un compás de 4/4, con golpes de caja (snare), palmas (clap) y bombos desplazados.
Apareció originalmente en los años 90, y se considera que son pioneros IG Culture así como 4hero con su álbum Two Pages. El estilo apareció en la zona oeste de Londres, por lo que a veces se ha llamado al estilo West London. Los músicos que desarrollaron este estilo provenían de la escena drum and bass, acid jazz o hip hop. Como resultado de esas influencias, el broken beat se considera a veces como una forma de música de baile más sofisticada de la habitual. Las raíces del estilo también pueden buscarse en el jazz fusion de los años 70, tomando influencia de músicos como Lonnie Liston Smith, The Mizell Brothers (productores de Donald Byrd, Bobbi Humphrey, Johnny Hammond Herbie Hancock o George Duke. También bebe de la música de los años 80, con influencia de músicos como Shalamar, Prince), Kraftwerk, Depeche Mode o New Order.